# Just Can't Get Enough (Depeche Mode)
"Just Can't Get Enough" is de derde single van de Britse band Depeche Mode. Het nummer werd oorspronkelijk op single uitgebracht in september 1981 in het Verenigd Koninkrijk en Ierland. Het was de eerste single van de band die ook werd uitgebracht in de Verenigde Staten, op 18 februari 1982.
Het nummer was de laatste single geschreven door Vince Clarke, een van de oorspronkelijke bandleden, die de band in december van dat jaar verliet. In februari 1985 werd de 12 inch live-maxiversie op single (EP) uitgebracht in Nederland en België.

## Achtergrond
In thuisland het Verenigd Koninkrijk bereikte de studioversie single in het najaar van 1981 de nummer 8-positie in de UK Singles Chart en een 26e positie in de Amerikaanse Hot Dance Music/Club Play-hitlijst, de hoogst genoteerde single van de band tot dan toe.
Just Can't Get Enough was ook het eerste nummer van Depeche Mode dat een muziekvideo kreeg, en deze videoclip is de enige video met daarin Vince Clarke. De videoclip werd geregisseerd door Clive Richardson.
In het voorjaar van 1985 werd de live 12 inch maxi-singleversie enorm populair in Nederland en België. Op vrijdag 1 maart was het de 10e Veronica Alarmschijf van 1985 op Hilversum 3 en werd een hit in de destijds drie landelijke hitlijsten op de nationale publieke popzender. De plaat bereikte de 5e positie in de Nederlandse Top 40, de 10e positie in de Nationale Hitparade en de 6e positie in de TROS Top 50. In de Europese hitlijst op Hilversum 3, de TROS Europarade, werd géén notering behaald.
In België bereikte de plaat de 8e positie in zowel de voorloper van de Vlaamse Ultratop 50 als de Vlaamse Radio 2 Top 30. In Wallonië werd géén notering behaald.
Sinds de editie van december 2002 staat de liveversie van de plaat onafgebroken genoteerd in de jaarlijkse NPO Radio 2 Top 2000 van de Nederlandse publieke radiozender NPO Radio 2, met als hoogste notering een 566e positie in 2002.

## NPO Radio 2 Top 2000
| Nummer met noteringen in de NPO Radio 2 Top 2000 | '00 | '01 | '02 | '03 | '04 | '05  | '06 | '07  | '08 | '09 | '10  | '11 | '12  | '13 | '14 | '15 | '16 | '17 | '18  | '19 | '20 | '21 | '22 | '23 | '24  |
| ------------------------------------------------ | --- | --- | --- | --- | --- | ---- | --- | ---- | --- | --- | ---- | --- | ---- | --- | --- | --- | --- | --- | ---- | --- | --- | --- | --- | --- | ---- |
| Just Can't Get Enough                            | 655 | -   | 566 | 883 | 695 | 1004 | 904 | 1027 | 893 | 944 | 1042 | 972 | 1003 | 834 | 977 | 978 | 824 | 900 | 1115 | 999 | 920 | 912 | 919 | 937 | 1025 |

1. ↑  Een '-' betekent dat het nummer niet was genoteerd en een vetgedrukt getal geeft de hoogste notering aan.
2. ↑  2000 was het eerste jaar met een notering voor dit nummer.

## Trivia
De single wordt gebruikt door Celtic FC als goaltune in thuiswedstrijden.